# Revolució de Saur
La Revolució de Saur va ser una revolució comunista ocorreguda a l'Afganistan el 27 d'abril de 1978, dirigida pel Partit Democràtic Popular de l'Afganistan contra el mandat del president Muhammad Dawud Khan.
Saur és el nom del segon mes de l'any al calendari persa, utilitzat a l'Afganistan. També es coneix aquest esdeveniment amb el nom de Revolució d'Abril (mes en el qual va ocórrer segons el calendari gregorià).

## Antecedents
El 1973 la monarquia havia estat enderrocada i va prendre el poder Muhammad Dawud Khan. El nou president aviat va començar a enfrontar-se al Partit Democràtic Popular de l'Afganistan (PDPA) que inicialment havia estat el seu aliat.
Llavors, a l'Afganistan, al voltant del 97% de les dones i del 90% dels homes eren analfabets, el 5% dels propietaris posseïen més del 50% de les terres fèrtils, entre 17 milions d'habitants hi havia 35 mil obrers i 250 mil mul·làs, les indústries i les carreteres escassejaven, l'esperança de vida era de 42 anys, la mortalitat infantil era la més alta del món, la meitat de la població sofria tuberculosi i una quarta partia malària, etc. A més, a començaments de 1978 es vivia un clima d'agitació producte de l'escassetat d'aliments.
Durant dècades, els soviètics van proveir de materials i cursos d'instrucció les forces armades de l'Afganistan, que es van veure influenciades pel comunisme. També va contribuir a la Revolució de Saur que Dawud traís el seu suport per la dreta i per l'esquerra polítiques, car, d'una banda, el 1976 va fer una reforma agrària per llei que no es va aplicar però que va fer-li guanyar el ressentiment dels seus aliats tradicionals del camp i, per l'altra banda, va destituir molts oficials i funcionaris esquerrans tractant de guanyar-se la simpatia dels sectors conservadors. A més, des del cop d'estat de 1973, molts oficials esquerrans de baix rang havien estat ascendits a posicions prominents.
El 1979, en l'edició de gener de Problemes de la Pau i el Socialisme, un membre del PDPA va descriure la situació anterior a la Revolució de Saur:
| « | Les masses estaven disposades a rebel·lar-se. El nivell de vida va caure de forma espectacular. Més d'un milió d'afganesos van emigrar a l'Iran. La legitimitat del govern es va veure sacsejada als ulls del poble i les ordres ja no es complien. Un fet important fou que vam estar treballant amb la gent d'entre 13-14 anys per a conformar un moviment popular. Abans de la revolució el nostre Partit ja era una força formidable amb 50 mil membres i més simpatitzants, i això va fer por al règim. | » |

## Esdeveniments
El 17 d'abril de 1978, Mir Akbar Khyber, destacat militant del PDPA, va ser assassinat per agents del règim de Dawud a la presó Pul-e-Charkhi, a Kabul. Va haver-hi una manifestació de protesta espontània de més de 10.000 persones. Després, els dirigents del PDPA van ser empresonats, incloent Nur Muhammad Taraki i Babrak Karmal. Aquesta acció va generar protestes civils pacífiques que van ser reprimides per la policia amb el resultat de més de dos-cents morts. No obstant això, Hafizullah Amín va estar durant les cinc primeres hores sota arrest domiciliari, tenint l'oportunitat d'ordenar un aixecament de les Forces Armades, car treballava amb els militars per disposició del PDPA.
L'aixecament va començar el dia 27 d'abril a l'Aeroport Internacional de Kabul i es va estendre a la resta de la ciutat en les següents vint-i-quatre hores. A més dels soldats professionals van col·laborar-hi milícies populars. En la nit del 27 al 28 d'abril, unitats militars van irrompre al palau presidencial, al cor de Kabul. Amb l'ajuda de la força aèria, les tropes revoltades van vèncer la resistència de la Guàrdia Presidencial i Dawud va resultar mort durant l'atac. Un exalt funcionari del govern de Dawud relata els últims dies del règim:
| « | A principis de 1978, Dawud estava decidit a posar fi al problema irritant del PDPA planejant la mort de Mir Akbar Khyber, probablement la personalitat més popular a Kabul i un membre destacat del PDPA. La idea era treure a la superfície a tots els dirigents el dia del funeral, detenir-los i ocupar-se d'ells després. Mir Akbar Khyber va ser assassinat el 18 d'abril de 1978. El matí del 26 d'abril, ben d'hora, Taraki, Karmal i altres líders importants del PDPA van ser arrestats i enviats a la presó. Això va provocar la revolució que va posar fi a la dinastia Mohammadzai. […] Havíem subestimat el paper dels contactes del PDPA amb els oficials militars clau. De fet, tots estàvem en una reunió de gabinet amb Dawud el mateix dia de la revolució. Estàvem parlant de diverses possibles contingències quan, en un breu descans, un soldat va entrar a l'habitació i li va donar a Dawud un tros de paper. El va llegir, se'l va ficar a la butxaca dels pantalons i va sortir de l'habitació. Pensàvem havia anat a el bany. Més tard vam saber que estava espiant a fora per a veure el que passava a prop de l'enorme porta del castell reial. Després va tornar a l'habitació, un oficial va entrar i va passar un altre full de paper a un ministre. Aquest document, que va passar de mà en mà, contenia un missatge concís: «Hi ha una sèrie de tancs fora de la porta principal». Dawud va parlar per telèfon amb el comandant que havia enviat als tancs. Els guàrdies van prendre posicions a la part superior del castell i van començar a disparar fins que es van dispersar desordenadament quan els avions van entrar en combat. Un oficial i una dotzena de soldats van entrar a l'habitació on nosaltres, els ministres, Dawud, el seu germà Naim i les seves famílies ens havíem reunit. L'oficial ens va dir que ens rendíssim. […] Ens va ordenar aixecar les mans i separar-nos en dos grups, un integrat només pels membres de la família reial. Tots ells, incloent a Dawud, van ser alineats contra la paret i afusellats. | » |

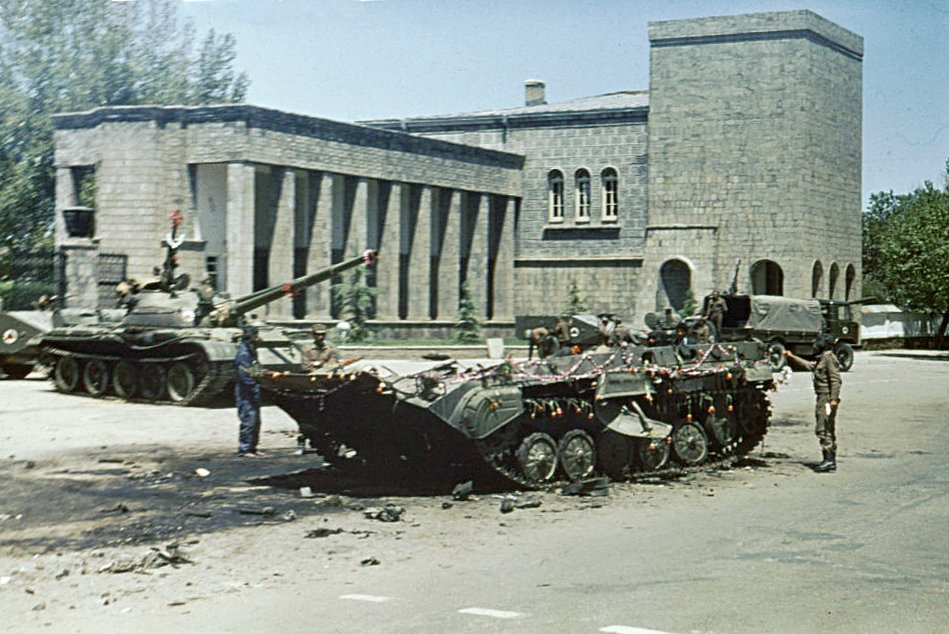

El coronel Abdul Qadir va prendre el comandament del país fins al dia 30 d'abril, quan l'hi va traspassar voluntàriament a Taraki. Centenars de milers de persones van festejar als carrers la victòria de la Revolució. A pesar que per la ràdio es demanava que la població romangués a les seves llars, molts joves van sortir i van cobrir amb flors els tancs i les armes dels soldats.
Per als historiadors Fred Halliday i Zahir Tanin, aquest va ser un cas de «revolució des de dalt», en la qual contraelits revolucionàries usen el poder de l'Estat per a imposar canvis radicals. La feblesa històrica de l'Estat afganès particularitza aquest procés.

## Nou règim
El govern comunista de Taraki va iniciar un programa de transformacions: va cancel·lar deutes, préstecs i hipoteques que els camperols havien contret amb els usurers; va fer un decret per «garantir la igualtat de drets entre dones i homes en l'àmbit del dret civil i eliminar les injustes relacions feudals patriarcals entre esposa i marit»; va criminalitzar els matrimonis per diners o forçats; va distribuir gratuïtament les terres confiscades als senyors emigrats i a la família reial entre els camperols sense terra. També van ser legalitzats els sindicats, es va establir un salari mínim, un impost progressiu a la renda, es va reduir el preu dels aliments de primera necessitat, es va prohibir el cultiu de l'opi, es van promoure cooperatives camperoles, es va iniciar una campanya d'alfabetització i es va projectar desenvolupar les indústries pesant i lleugera. El nou govern va ser reconegut internacionalment, incloent els Estats Units d'Amèrica i la Unió de Repúbliques Socialistes Soviètiques, i amb aquesta l'Afganistan va signar un tractat de cooperació civil i militar.
El govern dels Estats Units va llegir la situació com una oportunitat única per afeblir la Unió Soviètica, i el l'operació va marcar el final de l'era de distensió iniciada pel secretari d'Estat Henry Kissinger. El 1978, els estatunidencs, per mitjà de l'anomenada Operació Cicló, van començar a formar insurgents i establir emissions de propaganda per a l'Afganistan des del Pakistan. D'acord amb el llavors conseller de Seguretat Nacional, Zbigniew Brzezinski, l'ajuda de la CIA als mujahidins a l'Afganistan va ser aprovada el juliol de 1979, iniciant-se, doncs, sota el govern Carter, amb la intenció de provocar la intervenció soviètica en el conflicte.
La Revolució també va introduir un tipus de repressió fins llavors desconeguda a l'Afganistan. Segons el periodista estatunidenc Robert D. Kaplan, mentre que l'Afganistan havia estat històricament extremadament pobre i subdesenvolupat, fins al 1978, «hi havia hagut poca repressió política». Kaplan considera que va ser la Revolució de Saur i el seu exigent programa de reforma agrària, i no la invasió soviètica de desembre de 1979 «com la majoria de la gent a Occident suposa», el que «va encendre» la rebel·lió mujahidí contra les autoritats de Kabul i va provocar l'èxode de refugiats cap al Pakistan.
| «                                     | Que els soldats truquessin a la porta a mitja la nit, tan comú en molts països àrabs i africans, no era conegut a l'Afganistan, on un govern central simplement no tenia el poder per fer complir la seva voluntat fora de Kabul. El cop de Taraki va canviar tot això. Entre l'abril de 1978 i la invasió soviètica de desembre de 1979, els comunistes afganesos van executar a 27.000 presos polítics a la presó de Pul-e-Charkhi, a sis milles a l'est de Kabul. Moltes de les víctimes eren mul·làs i caps de llogaret que estaven obstruint la modernització i la secularització del camp afganès intensament religiós. Per als estàndards occidentals, aquesta era una idea saludable en abstracte. Però es va dur a terme d'una manera tan violenta que va alarmar fins i tot als soviètics. | » |
| — Robert D. Kaplan, Soldados de Dios. | |   |

## Suposat patrocini soviètic
En un discurs pronunciat el 9 d'abril de 1979, Taraki afirmà:
| « | No hi ha hagut forces externes participant en la Revolució de Saur. L'Afganistan no va importar ni exportar la seva Revolució, va posar en marxa un nou curs de la construcció d'una societat lliure de l'explotació de l'home per l'home. | » |

Algunes fonts occidentals defensaven que la Revolució de Saur s'havia efectuat per ordre o patrocini de la Unió Soviètica. No obstant això, la revista Time admetia el 28 de gener de 1980 que els soviètics van restar tan sorpresos com els estatunidencs pels esdeveniments.
El govern soviètic havia tingut excel·lents relacions amb la monarquia i les va tenir després amb el règim de Dawud, per tant, no desitjava un canvi dràstic de relacions socials en aquest país i li interessava mantenir l'statu quo. Per això no va intervenir en la preparació de la Revolució i sols va donar-li suport una cop reeixida.

## Llegat
L'aniversari de la Revolució era a l'Afganistan socialista una important celebració, amb desfilades cíviques i militars. Aquest esdeveniment va donar nom a una condecoració del règim: l'Orde de la Revolució de Saur. També va donar nom a un periòdic, Haqiqat-e Inquilab-e Saur («Veritat de la Revolució d'Abril»), d'abast nacional. A mitjan dècada de 1980 tenia un tiratge de 50.000 exemplars.